# لي إتش ليتس
لي إتش ليتس (بالإنجليزية: Lee H. Letts)‏ هو فنان أمريكي، ولد في 1951.